# Cligneux
Le Cligneux est une rivière française du département du Nord et un affluent de la Sambre, donc un sous-affluent de la Meuse.

## Géographie
La longueur de son cours d'eau est de 11,5 km.
Elle prend sa source à Beaufort, passe à Saint-Remy-du-Nord et se jette dans la Sambre à l'altitude de 127 m. Sa pente moyenne est de 5 ‰.
Ses affluents principaux sont :
- le ruisseau d'Eclaibes (rive gauche) 4,3 km et
- le ruisseau des Wargnories (rive droite) 3,5 km.